# Operacija Koridor 92
Operacija Koridor 92 bila je vojno-redarstvena operacija Republike Srpske u ljeto 1992. godine u Bosanskoj Posavini. Pokrenuta je s ciljem uspostave kopnene veze između njenog zapadnog i istočnog dijela. 

## Uvod
U ljeto 1992. godine snage odane predsjedništvu BiH uz pomoć Hrvatske vojske držale su u potpunom okruženju vojsku Republike Srpske na području Bosanske Krajine. Prema podatcima generala (kasnije će se pokazati neistinitim i motiviranim osobnimn obračunima s predsjednikom Tuđmanom) Martina Špegelja, u Bosanskoj Posavini ljeta 1992. se nalazilo osam brigada HVO-a i petnaest brigada HV-a koje su se izmjenjivale ili su cijelo vrijeme bile nazočne. Snage HV-a su se satojale od taktičkih i borbenih grupa (TG i BG) sastavljenim od dragovoljaca iz brigada čije redne brojeve su i nosile navedene grupe. Niti u jednom trenutku broj dragovoljaca iz Hrvatske u isto vrijeme nije iznosio više od 500 ljudi.
Početkom svibnja 1992. sve prometne veze koje su zapadne dijelove Republike Srpske spajale s istočnim dijelom i Srbijom bile su presječene. Posljednja kopnena veza između zapadnog i istočnog dijela BiH pod nadzorom srpskih snaga bila je prometnica Banja Luka - Doboj - Tuzla - Bijeljina, ali i ta veza je presječena 15. svibnja 1992. godine kada su pripadnici TO Tuzla izvršili napad na kolonu JNA koja se povlačila iz tog grada.

## Ofenziva
Sredinom lipnja 1992. godine, general Momir Talić, zapovjednik 1. krajiškog korpusa VRS je izdao potpukovniku Novici Simiću, tadašnjem načelniku Štaba Prve oklopne brigade i zapovjedniku Taktičke grupe jedan, naredbu da probije koridor prema Srbiji preko Trebave do 28. lipnja (Vidovdana).
Pored generala Talića, kao glavnog tvorca operacije "Koridor", akciju su planirali načelnik Štaba Prvog krajiškog korpusa general Boško Kelečević, zapovjednik specijalne jedinice MUP-a RSK general Borivoje Đukić, general Slavko Lisica i tadašnji načelnik Štaba Prve oklopne brigade general Novica Simić.  
Akcija "Koridor" započela je 14. lipnja 1992. godine, kada su pripadnici 16. krajiške motorizirane brigade VRS pod zapovjedništvom potpukovnika Milana Čeleketića, uz potporu tenkovske čete iz Doboja, krenuli u napad na južnom dijelu derventskog ratišta. Borbe su pojačane 24. lipnja, kada je snažna topnička priprema na širokoj fronti formacije Armije RBiH navela na pogrešan zaključak da srpske snage namjeravaju zauzeti Tuzlu. Od pješadijskih brigada, odnosno postrojbi koje su samo nosile naziv brigade a formacijski i organizacijski nisu bile više od tek gomile naoružanog naroda bile su uporabljene 101. HVO iz Bosanskog Broda, 102. iz Odžaka, 103. iz Dervente, 104. iz Bosanskog Šamca - Domaljevca, 105. iz Modriče, 107. iz Gradačca.U osvit zore 26. lipnja 1992. godine vojnici 1. krajiškog i Istočnobosanskog korpusa VRS, susreli su se u području sela Kornica i Čardak, na razmeđi Modriče i Šamca spojivši zapadni i istočni dio Republike Srpske. Nastavkom borbi u lipnju srpske snage zauzimaju Derventu (7. lipnja 1992.), Modriču (10. lipnja 1992.) i Odžak (13. lipnja 1992.), a konačni slom obrane snaga odanih vladi BiH u Posavini uslijedio je 6. listopada 1992. godine srpskim zauzimanjem Bosanskog Broda.
U operaciji "Koridor" je prema službenim podatcima poginulo 293 vojnika, a 1.129 pripadnika VRS i specijalaca MUP-a Republike Srpske Krajine teže je ili lakše ranjeno.

## Borbe

### Modriča, Derventa i Odžak
Prije samog pokretanja napadne operacije, postrojbe VRS-a napravile su manji pomak na bojišnici, nakon čega su prešle u obranu i očekivale pojačanja za nastavak napada. Bio je to uvod u intenzivne borbe koje će uslijediti idućih mjeseci. Zapovjednik OG-a "Doboj" (Operativne Grupe) dobio je zapovijed da odmah krene na utvrđene hrvatske snage. Uz pojačanja u suradnji s jedinicom MUP-a Doboj, agresorske su snage zauzele sela Johovac i Kotorsko 8. i 9. lipnja 1992. Strateški važan Johovac branilo je svega 20-ak pripadnika HVO-a koji su, naravno, napustili položaje pred jakim oklopno-pješadijskim napadom neprijatelja. 103. brigada HVO-a nije imala snage da zaustavi neprijatelja niti njegov prodor u smjeru Kladar - Johovac - Kotorsko i Đukići - Tomasovo Brdo. Gubitkom ovih položaja, VRS dobiva nadzor nad prometnicom Doboj - Derventa - Modriča. Daljnji prodor nije uspio jer se kasnilo s nastavkom napada, a i srbočetničke paravojske su se više posvetile pljačkanju ratnog plijena dvaju okupiranih sela. Tada jedinice OG-a "Doboj" prelaze u defanzivu zbog pomanjkanja svježih snaga, dok se negdje u tom trenutku otvara jedna od najuspješnijih srpskih akcija u Domovinskom ratu, "Koridor života". Operaciju je pokrenuo načelnik "Glavnog Štaba Vojske Srpske Republike Bosne i Hercegovine", Ratko Mladić i izvršena je u tri etape. Prva Taktička grupa sa svojim sastavom imala je zadatak da uz zračnu, raketnu i artiljerijsku podršku u zajedničkom djelovanju s 2.posavskom brigadom Istočnobosanskog korpusa razbije otpor 105. modričke brigade HVO-a i spoji se s Istočnobosanskim korpusom. To je bila prva etapa. Napad je započet 24. lipnja 1992. u 7 sati nakon 30 minuta topničke pripreme i neposrednog djelovanja iz minobacačkog i tenkovskog naoružanja po snagama branitelja. Predvodnice "TG-1" i "TG-2" (Taktičke grupe) presjekle su željeznički pravac Modriča - Gradačac i osvojile selo Kladari Gornji dok ostale TG-e nisu napredovale.
26. lipnja "TG-1" izvela je snažan napad te oko 12 sati zauzela sela Čardak, Oteža, Budžuklije i Podbare. Glavnina snage produžila je u pravcu Kornice i u 14 sati susrele se s 2. posavskom brigadom Istočnobosanskog korpusa. "Koridor" je probijen pred kraj dana kada je bila na 4 kilometra širine prema Gradačcu i 2 kilometra širine u smjeru Garevca. Snage 105. modričke brigade HVO-a imale su zadatak čuvati liniju općine Odžak, no povukle su se bez otpora. Nakon ovog povlačenja, raspada se HVO. Većina pripadnika bježi u Hrvatsku i priključuje se HV-u.
27. lipnja "TG-1" ostvaruje pomak ka Modriči. Dan kasnije izveden je neizdrživi tenkovsko-pješadijski napad i Modriča pada oko 16 sati. Ovo je značilo osiguranje koridora prema Semberiji tj. asfaltni put Doboj - Modriča - Miloševac - Brčko - Bijeljina.
29. lipnja "TG-3" VRS-a zauzimaju selo Modran, a sljedećeg dana forsira se napad na Plehan i Derventu, no prodor se nije odigrao što zbog masovnih gubitaka što zbog pogibije zapovjednika 327. motorizirane brigade Trivuna Vujića.
1. srpnja povlače se hrvatske snage s Plehana i Rabića, glavnih položaja obrane Dervente čime su odsječeni od Bosanskog Broda i od pojačanja. Lokalna 103. derventska brigada HVO-a napušta teritoriju, obrana je narušena, postrojbe demoralizirane i organizacijski rastrojene. Zapovjedništvo "OG"-a Istočna Posavina (pod hrvatskom komandom, za razliku od dobojske) pokušalo je zaustaviti neprijatelja na liniji Begluci - Žirovine - Cerik - Pašići - Karalula no bezuspješno. Agresor 4. srpnja zauzima Derventu. Nova obrambena linija Hrvata bila je 60 kilometara duga i išla je Bijelo Brdo - Begluci - Žeravac - Višnjik. Pojačanje stiže u obliku "TG-153" HV-a u noći s 11. na 12. srpnja. Sljedećih dana se bojišnica stabilizira.
Druga etapa počinje 6. srpnja na odžačkoj bojišnici. Glavna je snaga akcije bio 1. krajiški korpus, dok je 16. krajiška motorizirana brigada uvedena za pravac Podnovlje - Brusnica Velika. "TG-1" vrši desantne napade dok njeni tenkovi gađaju hrvatske položaje preko rijeke Bosne. Dobor Kula pada oko 10 sati ujutro 7. srpnja, a oko 18 sati pada Jakeš čime je pad Odžaka bio samo pitanje vremena. U međuvremenu, vremenski uvjeti onemogućavaju prelazak TG-1 na drugu stranu rijeke; hrvatske snage na prepad hvataju Sansku brigadu čije pješaštvo većinom bježi u Miloševac; taktička grupa 1 evakuira borbena vozila na lijevu obalu rijeke. 102. brigada HVO-a tjera na desnu obalu rijeke u povlačenje lakopješačku brigadu iz Prnjavora. Ista ta brigada ubrzo dobiva pojačanje u obliku oklopnog bataljuna te vrši kontranapad na Dobor Kulu, da bi se u roku od svega desetak sati zauzela sela Pećnik, Lipa, Kamenjaši i Bijeli Potok što je značilo da je napad na Odžak svega nekoliko sati udaljen.

## Zločini
Nakon operacije Koridora, velikosrpske snage su ubile 458 hrvatskih civila, uglavnom starijih osoba. O tim zločinima nitko nije odgovarao, iako su neki od generala tzv. RSK (npr. Mile Novaković) izravno bili uključeni u zločinačke operacije.